# Eberhard Herf
Eberhard Herf (20 de marzo de 1887– 30 de enero de 1946) fue un oficial de policía alemán y criminal de guerra durante la era nazi. Estuvo al mando del Regimiento de Policía Norte y de las unidades de la Ordnungspolizei en Minsk en la RSS de Bielorrusia. Después de la guerra, fue condenado por crímenes de guerra en el Juicio de Minsk y ejecutado.

## Carrera
De junio a octubre de 1941, comandó el Regimiento de Policía Norte que perpetró asesinatos en masa de judíos y otros ciudadanos soviético en la Zona de Retaguardia del Grupo de Ejércitos Norte. Posteriormente fue nombrado comandante de la Ordnungspolizei ("Policía del Orden") en Minsk, la capital de la RSS de Bielorrusia, en ese momento bajo ocupación militar alemana (Kommandeur der Ordnungspolizei (KdO) Minsk). En este puesto, dirigió el asesinato en masa de judíos en el gueto de Minsk. Herf alcanzó el grado de General der Polizei en la Ordnungspolizei.

## Juicio de Misnk
Al final de la guerra, fue hecho prisionero por las tropas soviéticas. Fue juzgado en el Juicio de Minsk, un juicio por crímenes de guerra celebrado ante un tribunal militar soviético en 1946 en Minsk. El tribunal escuchó el caso contra dieciocho oficiales militares, de las SS y de la policía alemanes acusados de crímenes cometidos durante la ocupación de Bielorrusia. Junto a dos generales de la Wehrmacht, Herf fue el oficial de más alto rango de la fuerza de ocupación en el juicio. El juicio comenzó en diciembre de 1945 y concluyó en enero de 1946, con la sentencia pronunciada el 29 de enero. De los dieciocho acusados: catorce fueron condenados a la pena de muerte, Herf entre ellos. Fue ejecutado en la horca el 30 de enero de 1946 junto con trece de sus coacusados ante la vista de más de 100 000 personas.